# Instituto Nacional de Estatística e Informação (Peru)
O Instituto Nacional de Estatística e Informação (INEI) é um órgão dotado de autonomia técnica e gerencial do governo do Peru que controla os sistemas nacionais de estatística e dados no país. É também responsável pelo recenseamento da população, habitação, negócios, etc.
O INEI é o órgão responsável pela estatística nacional de informação do Peru. Planeja, orienta, coordena, avalia e supervisiona as atividades das estatísticas oficiais e de informática no país.